# 다대포항역
다대포항역(Dadaepo Harbor station, 多大浦港驛)은 부산광역시 사하구 다대동에 있는 부산 도시철도 1호선의 전철역이다. 전동차 내 안내방송에서 파도소리와 갈매기소리를 곁들여 언급한다. 

## 역명의 유래
인근에 있는 다대포항에서 유래되었다.

## 역사
- 2017년 4월 20일 : 부산 도시철도 1호선 다대포 연장구간 개통과 함께 영업 개시[1]

## 역 구조
2면 2선 상대식 승강장을 가진 지하역이다. 스크린도어가 설치되어 있다.

### 승강장
| 다대포해수욕장↑ |
| \| 상           |
| ↓낫개           |

| 상행 | ● 부산 도시철도 1호선 | 다대포해수욕장 방면              |
| 하행 | ● 부산 도시철도 1호선 | 부산역 · 서면 · 동래 · 노포 방면 |

- 이 역은 반대방향으로 횡단이 불가능한 역이다.

## 역 주변
- 다대포항
- 다대초등학교
- 다대중학교
- HJ중공업 다대포공장
- 다대 1동 행정복지센터
- 다대 1동 치안센터
- 부산다대푸르지오
- 아미산 자생식물원
- 다대대건아파트
- 조성아파트
- 다대자유아파트
- 영동비치타워
- 라파요양병원
- 유림예다움

## 인접한 역
| 부산 도시철도 1호선     | 부산 도시철도 1호선   | 부산 도시철도 1호선 |
| ----------------------- | --------------------- | ------------------- |
| 095 다대포해수욕장 방면 | ● 부산 도시철도 1호선 | 097 낫개 노포 방면  |